# Глисон (Тенеси)
Глисон (енгл. Gleason) град је у америчкој савезној држави Тенеси.

## Демографија
По попису из 2010. године број становника је 1.445, што је 18 (-1,2%) становника мање него 2000. године.
| Група             | 2000.         | 2010.         |
| Белци             | 1.428 (97,6%) | 1.382 (95,6%) |
| Афроамериканци    | 8 (0,5%)      | 20 (1,4%)     |
| Азијати           | 0 (0,0%)      | 3 (0,2%)      |
| Хиспаноамериканци | 20 (1,4%)     | 18 (1,2%)     |
| Укупно            | 1.463         | 1.445         |